# Philip Seymour Hoffman
Philip Seymour Hoffman, ameriški gledališki in filmski igralec ter režiser, * 23. julij 1967, Fairport, New York, Združene države Amerike, † 2. februar 2014, New York.
Hoffman je najbolj znan po vlogi Trumana Capoteja v filmu Capote iz leta 2005. S to vlogo si je prislužil štiri nagrade za najboljšo glavno moško vlogo: oskarja, bafto, zlati globus ter nagrado Ameriškega igralskega ceha. Tudi za vloge v svojih naslednjih filmih (najbolj vidni so Družina Savage, Wilsonova vojna in Dvom) je požel odlične kritike in si prislužil pomembne nominacije (za Wilsonovo vojno je prejel tri nominacije za stransko moško vlogo - za oskarja, bafto in zlati globus, za film Dvom (2008) pa je, prav tako za stransko moško vlogo, vsem prej naštetim dodal še nominacijo Ameriškega igralskega ceha.

## Najpomembnejši filmi
- Mary and Max (2009) - glas
- Rock'n'Roll pirati (2009)
- Dvom (2008)
- Synecdoche, New York (2008)
- Wilsonova vojna (2007)
- Družina Savage (2007)
- Misija nemogoče III (2006)
- Capote (2005)
- Hladni vrh (2003)
- Glavni Mahowny (2003)
- Magnolija (1999)
- Nadarjeni g. Ripley (1999)
- Veliki Lebowski (1998)
- Vonj po ženski (1992)